# Giuseppe Mondini
Giuseppe Mondini (auch Mendini) (* 1631 in Imola, Oberitalien; † 17. November 1718 in Florenz) war ein italienischer Priester und Instrumentenbauer. 
Er war in Florenz nachweislich zwischen 1660 und 1701 tätig. Als Anhaltspunkt für sein Ansehen als Instrumentenbauer zählen seine Anfertigungen für prominente Personen seiner Zeit. Zu seinen Auftraggebern zählten die Kardinäle Benedetto Pamphilj und Carlo di Ferdinando de’ Medici, der zwei Cembali und ein Spinett von Mondini erwarb. Kardinal Pietro Ottoboni ließ sich ein Cembalo mit drei Registern fertigen.

Cembalo von Giuseppe Mondini aus dem Jahr 1701 im Museum für Kunst und Gewerbe Hamburg

Das längste erhaltene einmanualige Cembalo stammt von Giuseppe Mondini und befindet sich im Museum für Kunst und Gewerbe Hamburg. Er fertigte es im Jahr 1701 im Stil des italienischen Hochbarock als Auftragsarbeit für einen hohen kirchlichen Würdenträger. Das Instrument selbst liegt in einem äußeren Schutzgehäuse, da aus klanglichen Gründen die Seitenwände nur eine Stärke von fünf Millimetern haben. Es hat eine Länge von 2682 mm, eine Breite von 835 mm und eine Höhe von 213 mm.